# Szlak Architektury Drewnianej
Szlak Architektury Drewnianej – drogowy szlak turystyczny powstały we współpracy województw śląskiego, małopolskiego i podkarpackiego. Współpraca nad tworzeniem szlaku trwała w latach 2001–2003. Kilka lat później, w latach 2008-2009, oznakowany został także Szlak Architektury Drewnianej w województwie świętokrzyskim.
Projekt ten to sposób na ocalenie przed zapomnieniem zabytków architektury dawnej wsi, głównie architektury – ale również kultury, sztuki ludowej. Wiele z zabytków, do których można zaliczyć kościoły, cerkwie, przydrożne kapliczki, domy, chałupy i dworki, drewniane zabudowania gospodarskie, karczmy i leśniczówki, pałacyki i skanseny, to obiekty, które zostały wpisane do międzynarodowego spisu zabytków UNESCO. Projekt szlaku jest wspierany przez wojewódzkich konserwatorów zabytków i lokalne samorządy.
Obiekty oznakowano tablicami informacyjnymi stojącymi przed głównym wejściem do obiektów, na których umieszczono krótki rys historyczny obiektu w trzech wersjach językowych (polskiej, angielskiej i niemieckiej) oraz schematyczną mapkę całego szlaku wraz z oznaczeniem  usytuowania obiektu na szlaku.
Podobne szlaki (tzn. dotyczące architektury) w Europie: Szlak Romantyczny  we Frankonii, Zamki nad Loarą we Francji, Burgenstrasse obejmująca Frankonię i Czechy.

## Województwo śląskie
W województwie śląskim szlak ma długość 1060 km i obejmuje 93 obiekty oraz zespoły architektury drewnianej: kościoły, kaplice, dzwonnice, chałupy, karczmy, leśniczówki, pałacyk myśliwski, obiekty gospodarcze (młyn wodny i spichlerze) – w ich naturalnym otoczeniu. Na szlaku znajdują się też dwa skanseny: Górnośląski Park Etnograficzny w Chorzowie i Zagroda Wsi Pszczyńskiej w Pszczynie. Za najstarsze obiekty leżące na szlaku uchodzą kościoły Wszystkich Świętych w Sierotach (pow. gliwicki) i Łaziskach (pow. wodzisławski), wzniesione w połowie XV wieku.
Szlak podzielono na kilka tras:
- Trasa Główna ma długość 326 km i biegnie przez całe województwo, wytyczona z myślą o połączeniu szlaku w województwie małopolskim z planowanym szlakiem w województwie opolskim[1]
- Pętla Częstochowska – 180 km
- Pętla Gliwicka – 160 km
- Pętla Rybnicka – 130 km
- Pętla Pszczyńska – 135 km
- Pętla Beskidzka – 120 km

## Województwo małopolskie
Szlak ma długość ponad 1500 km i obejmuje 253 zabytkowe obiekty drewniane, m.in. kościoły, cerkwie, dzwonnice, dwory, wille i skanseny. Powstał w 2001 roku. Osiem obiektów znajduje się na liście światowego dziedzictwa UNESCO: kościół pw. św. Michała Archanioła w Binarowej, kościół pw. św. Michała Archanioła w Dębnie Podhalańskim, kościół pw. św. Leonarda w Lipnicy Murowanej, kościół pw. św. Filipa i św. Jakuba w Sękowej, cerkiew greckokatolicka św. Michała Archanioła w Brunarach Wyżnych, cerkiew greckokatolicka św. Paraskewy w Kwiatoniu, cerkiew pw. Opieki Matki Bożej w Owczarach i cerkiew pw. św. Jakuba w Powroźniku. W 2008 roku oznakowanie obiektów zostało odświeżone i uzupełnione.
Szlak składa się z czterech tras:
- Trasa Nowy Sącz i Gorlice
- Trasa Tarnów i okolice
- Trasa Orawa, Podhale, Spisz i Pieniny
- Trasa Kraków i okolice

## Województwo podkarpackie
Szlak o długości 1202 km podzielono na 9 tras:
- Trasa nr I krośnieńsko-brzozowska
- Trasa nr II sanocko-dynowska
- Trasa nr III ustrzycko-leska
- Trasa nr IV sanocko-dukielska
- Trasa nr V przemyska
- Trasa nr VI lubaczowska
- Trasa nr VII rzeszowsko-jarosławska
- Trasa nr VIII jasielsko-dębicko-ropczycka
- Trasa nr IX tarnobrzesko-niżańska

## Województwo świętokrzyskie
Szlak stworzony z inspiracji istniejącymi trasami w województwach małopolskim, podkarpackim i śląskim. Składa się z 4 tras oraz małej pętli kieleckiej:
- trasa nr I: Chotelek – Busko-Zdrój – Probołowice – Topola – Stradów – Cudzynowice – Gorzków – Rachwałowice – Świniary – Zborówek – Chroberz – Strzegom – Niekrasów – Beszowa
- trasa nr II: Małogoszcz – Rembieszyce – Tokarnia – Chomentów – Mnichów – Mierzwin – Krzcięcice – Mieronice – Obiechów – Trzciniec – Rakoszyn – Kossów – Bebelno-Wieś – Kurzelów
- trasa nr III:	Lipa – Odrowąż – Mroczków – Bliżyn – Skarżysko-Bzin – Parszów – Krynki – Radkowice – Tarczek – Bodzentyn – Kakonin – Kielce Dworek Laszczyków
- trasa nr IV: Sarnówek – Bodzechów – Ostrowiec Świętokrzyski – Ruda Kościelna – Gliniany – Ożarów – Trójca – Kleczanów – Stodoły-Wieś – Gierczyce – Góra Witosławska
- mała pętla kielecka: Kielce Białogon – Kielce ul. Urzędnicza – Dyminy-Granice – Dąbrowa – Wola Kopcowa – Zagórze – Mójcza – Kielce Dworek Laszczyków